# Park Jeong-hui
Park Jeong-hui (kor. 박정희; ur. 3 października 1966) – południowokoreański judoka. Olimpijczyk z Seulu 1988, gdzie zajął dziewiętnaste miejsce wadze lekkiej.
Brązowy medalista wojskowych MŚ w 1990 roku.

## Letnie Igrzyska Olimpijskie 1988
| Konkurencja | Rundy eliminacyjne | Rundy eliminacyjne     | Klas. końcowa |
| Konkurencja | Przeciwnik I       | Przeciwnik II          | Miejsce       |
| ----------- | ------------------ | ---------------------- | ------------- |
| 71 kg       | wolny los Z        | Toshihiko Koga (JPN) P | 19.           |